# Seznam památných stromů v okrese Hradec Králové
Toto je seznam památných stromů v okrese Hradec Králové, v němž jsou uvedeny památné stromy na území okresu Hradec Králové.
| Název                                         | Obrázek                          | Umístění                                                    | Druh                                                           | Obvod [v cm] | Kód wikidata      | Galerie                                                             | Poznámka |
| --------------------------------------------- | -------------------------------- | ----------------------------------------------------------- | -------------------------------------------------------------- | --- | ----------------- | ------------------------------------------------------------------- | --- |
| Jedle bělokorá †                              |                                  | Barchov                                                     | jedle bělokorá                                                 | 280 | 105267            |                                                                     | V lesním porostu, u silnice na Zvíkov |
| Dub letní                                     |                                  | Běleč nad Orlicí                                            | dub letní                                                      | 415 | 101650 Q26787150  |                                                                     | Na louce západně od polní cesty z Nepasic do Bělče nad Orlicí, v přírodním parku Orlice                                                                              |
| Dub letní                                     | Dub v parčíku na návsi           | Běleč nad Orlicí                                            | dub letní                                                      | 430 | 101695 Q26787176  |                                                                     | Na návsi u čp.1, na okraji parčíku |
| Dub u Bělce                                   |                                  | Běleč nad Orlicí                                            | dub letní                                                      | 485 | 101651 Q26787151  |                                                                     | na břehu Spojené Orlice S od obce Běleč n. O. |
| Žižkův dub                                    |                                  | Běleč nad Orlicí                                            | dub letní                                                      | 400 | 105293 Q26789771  |                                                                     | V západní části pozemku č. 598/2, téměř uprostřed návsi v travnaté ploše. Vysazen dne 11.10.1924 k výročí 500 let od Žižkovy smrti.                                  |
| Dub letní                                     |                                  | Černilov                                                    | dub letní                                                      | 375 | 101693 Q26787174  |                                                                     | V lese Kaltouz za hájovnou |
| Černožická lípa †                             |                                  | Černožice nad Labem                                         | lípa malolistá                                                 | 380 | 101645            |                                                                     | Na severním okraji obce, poblíž Přílovského rybníka v zahradě |
| Jasan u Číbuze                                |                                  | Číbuz                                                       | jasan ztepilý                                                  | 356 | 101646 Q26787145  |                                                                     | U Malostranského potoka, u silnice Smiřice-Číbuz, severně od obce |
| Jasan ztepilý                                 |                                  | Čistěves 50°17′31″ s. š., 15°44′8″ v. d.                    | jasan ztepilý                                                  | 395 | 105324 Q26789789  |                                                                     | Na levé straně silnice vedoucí z Čistěvsi do Máslojed |
| Dub letní / 7ks a jasan ztepilý / 1ks         |                                  | Divec                                                       | dub letní (7) jasan ztepilý (1)                                | & Chyba ve výrazu: Neočekávaný operátor / Chyba ve výrazu: Neočekávaný operátor / Chyba ve výrazu: Neočekávaný operátor / Chyba ve výrazu: Neočekávaný operátor / Chyba ve výrazu: Neočekávaný operátor / Chyba ve výrazu: Neočekávaný operátor / Chyba ve výrazu: Neočekávaný operátor / Chyba ve výrazu: Neočekávaný operátor / Chyba ve výrazu: Neočekávaný operátor / Chyba ve výrazu: Neočekávaný operátor / Chyba ve výrazu: Neočekávaný operátor / Chyba ve výrazu: Neočekávaný operátor / Chyba ve výrazu: Neočekávaný operátor / Chyba ve výrazu: Neočekávaný operátor / Chyba ve výrazu: Neočekávaný operátor / -1.0000-0 | 104802 Q26791050  |                                                                     | V severozápadní části obce podél cesty do polí |
| 2 lípy srdčité                                | Památné lípy v Dobřenicích       | Dobřenice                                                   | lípa srdčitá (2)                                               | & Chyba ve výrazu: Neočekávaný operátor / Chyba ve výrazu: Neočekávaný operátor / Chyba ve výrazu: Neočekávaný operátor / Chyba ve výrazu: Neočekávaný operátor / Chyba ve výrazu: Neočekávaný operátor / Chyba ve výrazu: Neočekávaný operátor / Chyba ve výrazu: Neočekávaný operátor / Chyba ve výrazu: Neočekávaný operátor / Chyba ve výrazu: Neočekávaný operátor / Chyba ve výrazu: Neočekávaný operátor / Chyba ve výrazu: Neočekávaný operátor / Chyba ve výrazu: Neočekávaný operátor / Chyba ve výrazu: Neočekávaný operátor / Chyba ve výrazu: Neočekávaný operátor / Chyba ve výrazu: Neočekávaný operátor / -1.0000-0 | 101678 Q8188530   |                                                                     | Na návsi u kapličky v jižní části obce |
| Dub letní                                     | Dobřenický dub Na Nohavici       | Dobřenice                                                   | dub letní                                                      | 440 | 101677 Q8188537   |                                                                     | V lesním porostu "Na nohavici", na západ od drůbežárny |
| Dub letní †                                   |                                  | Dobřenice                                                   | dub letní                                                      | 600 | 105269            |                                                                     | V lesním porostu |
| Lípa srdčitá †                                |                                  | Dobřenice                                                   | lípa srdčitá                                                   | 570 | 105268            |                                                                     | V obci u školy |
| Dohalický dub                                 |                                  | Dohalice                                                    | dub letní                                                      | 340 | 101686 Q26787167  |                                                                     | Západně od Dohalic, v osadě Kopaniny u čp. 60 |
| Lípa u Dohalic (Husova lípa)                  | Lípa u Dohalic (Husova lípa)     | Dohalice                                                    | lípa velkolistá                                                | 260 | 101641 Q12020976  |                                                                     | u polní cesty z Dohaliček do Horních Dohalic |
| Dub letní                                     |                                  | Dolní Přím 50°13′59″ s. š., 15°40′51″ v. d.                 | dub letní                                                      | 415 | 101682 Q26787165  |                                                                     | Na louce "Starý", u silnice vedoucí k Nechanicím |
| Dub letní                                     |                                  | Dolní Přím 50°14′20″ s. š., 15°41′58″ v. d.                 | dub letní                                                      | 470 | 101683 Q26787166  |                                                                     | Na louce "Starý" u ČOV, jižně od silnice k Nechanicím |
| Dub letní                                     |                                  | Dolní Přím 50°14′21″ s. š., 15°41′45″ v. d.                 | dub letní                                                      | 490 | 101663 Q26787155  |                                                                     | Na louce "Starý" jižně od silnice do Nechanic na břehu odvodňovacího kanálu                                                                                          |
| Dub letní †                                   | Jehlice památný dub u čp. 10     | Dolní Přím                                                  | dub letní                                                      | 380 | 101632            |                                                                     | V osadě Jehlice, v zahradě u čp. 10 |
| Javor babyka                                  |                                  | Dolní Přím 50°14′18″ s. š., 15°42′ v. d.                    | javor babyka                                                   | 275 | 101633 Q26787137  |                                                                     | Na louce "Starý", u plotu ČOV, jižně od silnice k Nechanicím |
| Lípa velkolistá                               |                                  | Habřina 50°19′36″ s. š., 15°49′35″ v. d.                    | lípa velkolistá                                                | 308 | 105740 Q26790287  |                                                                     | V centru obce u památníku A. Švehly |
| Lípa srdčitá                                  |                                  | Hněvčeves                                                   | lípa srdčitá                                                   | 560 | 101672 Q26787158  |                                                                     | V obci na křižovatce silnic pod kostelem |
| Duby letní                                    |                                  | Holohlavy                                                   | dub letní (2)                                                  | & Chyba ve výrazu: Neočekávaný operátor / Chyba ve výrazu: Neočekávaný operátor / Chyba ve výrazu: Neočekávaný operátor / Chyba ve výrazu: Neočekávaný operátor / Chyba ve výrazu: Neočekávaný operátor / Chyba ve výrazu: Neočekávaný operátor / Chyba ve výrazu: Neočekávaný operátor / Chyba ve výrazu: Neočekávaný operátor / Chyba ve výrazu: Neočekávaný operátor / Chyba ve výrazu: Neočekávaný operátor / Chyba ve výrazu: Neočekávaný operátor / Chyba ve výrazu: Neočekávaný operátor / Chyba ve výrazu: Neočekávaný operátor / Chyba ve výrazu: Neočekávaný operátor / Chyba ve výrazu: Neočekávaný operátor / -1.0000-0 | 101630 Q24081334  |                                                                     | Na louce u silnice ze Smiřic do Černožic |
| Jírovce u pomníku v Holohlavech †             |                                  | Holohlavy                                                   | jírovec maďal (3)                                              | & Chyba ve výrazu: Neočekávaný operátor / Chyba ve výrazu: Neočekávaný operátor / Chyba ve výrazu: Neočekávaný operátor / Chyba ve výrazu: Neočekávaný operátor / Chyba ve výrazu: Neočekávaný operátor / Chyba ve výrazu: Neočekávaný operátor / Chyba ve výrazu: Neočekávaný operátor / Chyba ve výrazu: Neočekávaný operátor / Chyba ve výrazu: Neočekávaný operátor / Chyba ve výrazu: Neočekávaný operátor / Chyba ve výrazu: Neočekávaný operátor / Chyba ve výrazu: Neočekávaný operátor / Chyba ve výrazu: Neočekávaný operátor / Chyba ve výrazu: Neočekávaný operátor / Chyba ve výrazu: Neočekávaný operátor / -1.0000-0 | 104455            |                                                                     | Za tratí u křížku naproti kostelu |
| Merklovy duby                                 |                                  | Holohlavy                                                   | dub letní (5)                                                  | & Chyba ve výrazu: Neočekávaný operátor / Chyba ve výrazu: Neočekávaný operátor / Chyba ve výrazu: Neočekávaný operátor / Chyba ve výrazu: Neočekávaný operátor / Chyba ve výrazu: Neočekávaný operátor / Chyba ve výrazu: Neočekávaný operátor / Chyba ve výrazu: Neočekávaný operátor / Chyba ve výrazu: Neočekávaný operátor / Chyba ve výrazu: Neočekávaný operátor / Chyba ve výrazu: Neočekávaný operátor / Chyba ve výrazu: Neočekávaný operátor / Chyba ve výrazu: Neočekávaný operátor / Chyba ve výrazu: Neočekávaný operátor / Chyba ve výrazu: Neočekávaný operátor / Chyba ve výrazu: Neočekávaný operátor / -1.0000-0 | 101664 Q24081375  |                                                                     | Na pravém břehu Labe v poli se zasypanými starými rameny, místní název V lukách                                                                                      |
| Merklův dub                                   |                                  | Holohlavy                                                   | dub letní                                                      | 410 | 105265 Q24081376  |                                                                     | U silnice |
| Lípa srdčitá †                                |                                  | Horní Neděliště                                             | lípa srdčitá                                                   | 470 | 105272            |                                                                     | V obci u kostela |
| Buk lesní                                     |                                  | Horní Přím                                                  | buk lesní                                                      | 425 | 101640 Q26787143  |                                                                     | v lesním porostu po pravé straně od lesní cesty Horní Přím-Těchlovice                                                                                                |
| Hořiněveské lípy                              | Hořiněveské lípy                 | Hořiněves                                                   | lípa srdčitá (2)                                               | & Chyba ve výrazu: Neočekávaný operátor / Chyba ve výrazu: Neočekávaný operátor / Chyba ve výrazu: Neočekávaný operátor / Chyba ve výrazu: Neočekávaný operátor / Chyba ve výrazu: Neočekávaný operátor / Chyba ve výrazu: Neočekávaný operátor / Chyba ve výrazu: Neočekávaný operátor / Chyba ve výrazu: Neočekávaný operátor / Chyba ve výrazu: Neočekávaný operátor / Chyba ve výrazu: Neočekávaný operátor / Chyba ve výrazu: Neočekávaný operátor / Chyba ve výrazu: Neočekávaný operátor / Chyba ve výrazu: Neočekávaný operátor / Chyba ve výrazu: Neočekávaný operátor / Chyba ve výrazu: Neočekávaný operátor / -1.0000-0 | 101670 Q12020495  |                                                                     | Na okraji lesa 500 m východně od obce, u památníčku z války r. 1866                                                                                                  |
| Javor klen †                                  |                                  | Hořiněves                                                   | javor klen                                                     | 300 | 105270            |                                                                     | u rybníka Barbora |
| Lípa srdčitá                                  |                                  | Hořiněves                                                   | lípa srdčitá                                                   | 326 | 101688 Q26787168  |                                                                     | V obci na hrázi rybníka Barbora, součást tzv. Šporkovy aleje |
| Lípa srdčitá                                  |                                  | Hořiněves                                                   | lípa srdčitá                                                   | 320 | 101623 Q26787130  |                                                                     | V obci podél komunikace, součást tzv. Šporkovy aleje |
| Buk u Kavalírů †                              | Buk lesní                        | Hradec Králové                                              | buk lesní                                                      | 440 | 101638            |                                                                     | V zahradě farního sboru v ulici U kavalíru |
| Buk v Žižkových sadech †                      |                                  | Hradec Králové                                              | buk lesní                                                      | 414 | 106134 Q73602150  |                                                                     | V městském parku Žižkovy sady I v ulici Československé armády. Ochrana zrušena 21. července 2023                                                                     |
| Javor babyka                                  | Javor babyka                     | Hradec Králové 50°12′40″ s. š., 15°50′14″ v. d.             | javor babyka                                                   | 245 | 105502 Q26790075  |                                                                     | V lokalitě Kavčí plácek v památkové rezervaci |
| Jilm u řeky Labe                              |                                  | Hradec Králové 50°11′43″ s. š., 15°49′7″ v. d.              | jilm vaz                                                       | 395 | 106030 Q26790638  |                                                                     | V nivě řeky Labe v zachovaném původním porostu |
| Jilm v nivě Labe                              |                                  | Hradec Králové 50°11′28″ s. š., 15°49′23″ v. d.             | jilm vaz                                                       | 425 | 106029 Q26790637  |                                                                     | V nivě řeky Labe v hustém porostu zbytku původního lužního lesa na rozhraní terénní vlny                                                                             |
| Jilm za ČOV                                   |                                  | Hradec Králové 50°10′47″ s. š., 15°48′43″ v. d.             | jilm vaz                                                       | 415 | 106028 Q26790636  |                                                                     | V poli za čističkou odpadních vod |
| Jinan dvoulaločný                             |                                  | Hradec Králové                                              | jinan dvoulaločný                                              | 290 | 101636 Q26787140  |                                                                     | V parku u Střední zdravotnické školy v ulici Komenského |
| Lípa srdčitá †                                | Lípa srdčitá                     | Hradec Králové                                              | lípa srdčitá                                                   | 415 | 101635 Q26787139  |                                                                     | Za Pedagogickou fakultou v ulici V lipkách, nejstarší strom v oboustranném stromořadí. Ochrana zrušena 15. srpna 2022                                                |
| Platan javorolistý                            | Platan javorolistý               | Hradec Králové                                              | platan javorolistý                                             | 431 | 101612 Q26787122  |                                                                     | Na levém břehu Labe na Eliščině nábřeží u vjezdu do areálu Východočeské energetiky                                                                                   |
| Trnovník akát †                               |                                  | Hradec Králové                                              | trnovník bílý                                                  | 440 | 101637            |                                                                     | Na křižovatce ulic Nezvalova a Mýtská |
| Jasan ztepílý                                 |                                  | Chlumec nad Cidlinou                                        | jasan ztepilý                                                  | 410 | 101631 Q26787135  |                                                                     | Na břehu Chlumeckeho rybníka při výtoku Lužeckého potoka |
| Skupina dřevin památných stromů               |                                  | Chlumec nad Cidlinou                                        | dub letní (1) buk lesní (1) jasan ztepilý (1) lípa srdčitá (1) | & Chyba ve výrazu: Neočekávaný operátor / Chyba ve výrazu: Neočekávaný operátor / Chyba ve výrazu: Neočekávaný operátor / Chyba ve výrazu: Neočekávaný operátor / Chyba ve výrazu: Neočekávaný operátor / Chyba ve výrazu: Neočekávaný operátor / Chyba ve výrazu: Neočekávaný operátor / Chyba ve výrazu: Neočekávaný operátor / Chyba ve výrazu: Neočekávaný operátor / Chyba ve výrazu: Neočekávaný operátor / Chyba ve výrazu: Neočekávaný operátor / Chyba ve výrazu: Neočekávaný operátor / Chyba ve výrazu: Neočekávaný operátor / Chyba ve výrazu: Neočekávaný operátor / Chyba ve výrazu: Neočekávaný operátor / -1.0000-0 | 105294 Q26779257  |                                                                     | V ulici Na zámostí |
| Dřezovec trojtrnný f. 2 ks                    |                                  | Chotělice                                                   | dřezovec trojtrnný (2)                                         | & Chyba ve výrazu: Neočekávaný operátor / Chyba ve výrazu: Neočekávaný operátor / Chyba ve výrazu: Neočekávaný operátor / Chyba ve výrazu: Neočekávaný operátor / Chyba ve výrazu: Neočekávaný operátor / Chyba ve výrazu: Neočekávaný operátor / Chyba ve výrazu: Neočekávaný operátor / Chyba ve výrazu: Neočekávaný operátor / Chyba ve výrazu: Neočekávaný operátor / Chyba ve výrazu: Neočekávaný operátor / Chyba ve výrazu: Neočekávaný operátor / Chyba ve výrazu: Neočekávaný operátor / Chyba ve výrazu: Neočekávaný operátor / Chyba ve výrazu: Neočekávaný operátor / Chyba ve výrazu: Neočekávaný operátor / -1.0000-0 | 101613 Q26779261  |                                                                     | V zámeckém parku |
| Dub letní (Quercus robur) 2 ks                |                                  | Chotělice                                                   | dub letní (2)                                                  | & Chyba ve výrazu: Neočekávaný operátor / Chyba ve výrazu: Neočekávaný operátor / Chyba ve výrazu: Neočekávaný operátor / Chyba ve výrazu: Neočekávaný operátor / Chyba ve výrazu: Neočekávaný operátor / Chyba ve výrazu: Neočekávaný operátor / Chyba ve výrazu: Neočekávaný operátor / Chyba ve výrazu: Neočekávaný operátor / Chyba ve výrazu: Neočekávaný operátor / Chyba ve výrazu: Neočekávaný operátor / Chyba ve výrazu: Neočekávaný operátor / Chyba ve výrazu: Neočekávaný operátor / Chyba ve výrazu: Neočekávaný operátor / Chyba ve výrazu: Neočekávaný operátor / Chyba ve výrazu: Neočekávaný operátor / -1.0000-0 | 101661 Q26779262  |                                                                     | V zámeckém parku |
| Lípa v Jeníkovicích                           | Lípa v Jeníkovicích              | Jeníkovice u Hradce Králové                                 | lípa srdčitá                                                   | 350 | 101647 Q26787146  |                                                                     | V obci na travnaté ploše před kostelem. |
| Klamošská lípa                                | Klamošská lípa                   | Klamoš                                                      | lípa srdčitá                                                   | 400 | 101671 Q12034660  |                                                                     | Jihovýchodně za obcí, u silnici do Přepych |
| Dub u Janatova                                |                                  | Kobylice                                                    | dub letní                                                      | 360 | 101659 Q26787153  |                                                                     | V lese jižně od osady Janatov na pasece jižně od křižovatky hlavních lesních cest                                                                                    |
| Dub letní                                     | Dub u Králík                     | Králíky u Nového Bydžova                                    | dub letní                                                      | 415 | 101614 Q26787124  |                                                                     | na okraji lesního porostu, u lesní cesty |
| Jilm v Kratonohách                            |                                  | Kratonohy 50°10′16″ s. š., 15°36′16″ v. d.                  | jilm horský                                                    | 385 | 105874 Q26790487  |                                                                     | V obci v severovýchodní části soukromé zahrady |
| 2 ks dubu letního                             |                                  | Kunčice u Nechanic                                          | dub letní (2)                                                  | & Chyba ve výrazu: Neočekávaný operátor / Chyba ve výrazu: Neočekávaný operátor / Chyba ve výrazu: Neočekávaný operátor / Chyba ve výrazu: Neočekávaný operátor / Chyba ve výrazu: Neočekávaný operátor / Chyba ve výrazu: Neočekávaný operátor / Chyba ve výrazu: Neočekávaný operátor / Chyba ve výrazu: Neočekávaný operátor / Chyba ve výrazu: Neočekávaný operátor / Chyba ve výrazu: Neočekávaný operátor / Chyba ve výrazu: Neočekávaný operátor / Chyba ve výrazu: Neočekávaný operátor / Chyba ve výrazu: Neočekávaný operátor / Chyba ve výrazu: Neočekávaný operátor / Chyba ve výrazu: Neočekávaný operátor / -1.0000-0 | 101621 Q102228134 | Kategorie „Duby v Oboře“ na Wikimedia Commons                       | V oboře u zámku Hrádek |
| 2 ks dubu letního                             |                                  | Kunčice u Nechanic                                          | dub letní (2)                                                  | & Chyba ve výrazu: Neočekávaný operátor / Chyba ve výrazu: Neočekávaný operátor / Chyba ve výrazu: Neočekávaný operátor / Chyba ve výrazu: Neočekávaný operátor / Chyba ve výrazu: Neočekávaný operátor / Chyba ve výrazu: Neočekávaný operátor / Chyba ve výrazu: Neočekávaný operátor / Chyba ve výrazu: Neočekávaný operátor / Chyba ve výrazu: Neočekávaný operátor / Chyba ve výrazu: Neočekávaný operátor / Chyba ve výrazu: Neočekávaný operátor / Chyba ve výrazu: Neočekávaný operátor / Chyba ve výrazu: Neočekávaný operátor / Chyba ve výrazu: Neočekávaný operátor / Chyba ve výrazu: Neočekávaný operátor / -1.0000-0 | 101627 Q102228082 |                                                                     | V oboře u zámku Hrádek, ve střední části zvané Hlubuček |
| Dub letní                                     |                                  | Kunčice u Nechanic                                          | dub letní                                                      | 485 | 101655 Q11832491  |                                                                     | V lesním porostu, u malé vodní nádrže, východně od rybníka U Rokytníka                                                                                               |
| Dub letní                                     |                                  | Kunčice u Nechanic                                          | dub letní                                                      | 405 | 101656 Q102228111 |                                                                     | V lesním porostu nedaleko lesní cesty k zámku Hrádek |
| Dub letní 6 ks                                |                                  | Kunčice u Nechanic                                          | dub letní (6)                                                  | & Chyba ve výrazu: Neočekávaný operátor / Chyba ve výrazu: Neočekávaný operátor / Chyba ve výrazu: Neočekávaný operátor / Chyba ve výrazu: Neočekávaný operátor / Chyba ve výrazu: Neočekávaný operátor / Chyba ve výrazu: Neočekávaný operátor / Chyba ve výrazu: Neočekávaný operátor / Chyba ve výrazu: Neočekávaný operátor / Chyba ve výrazu: Neočekávaný operátor / Chyba ve výrazu: Neočekávaný operátor / Chyba ve výrazu: Neočekávaný operátor / Chyba ve výrazu: Neočekávaný operátor / Chyba ve výrazu: Neočekávaný operátor / Chyba ve výrazu: Neočekávaný operátor / Chyba ve výrazu: Neočekávaný operátor / -1.0000-0 | 104934 Q11834575  |                                                                     | Na pokraji lesa na břehu pravděpodobně bývalé hráze rybníka vyvýšené nad úroveň lesní cesty; obvod kmenů: 440 cm, 265 cm, 258 cm, 273 cm, 485 cm, 470 cm             |
| Duby a babyka u Starých Nechanic              |                                  | Kunčice u Nechanic                                          | dub letní (3) javor babyka (1)                                 | & Chyba ve výrazu: Neočekávaný operátor / Chyba ve výrazu: Neočekávaný operátor / Chyba ve výrazu: Neočekávaný operátor / Chyba ve výrazu: Neočekávaný operátor / Chyba ve výrazu: Neočekávaný operátor / Chyba ve výrazu: Neočekávaný operátor / Chyba ve výrazu: Neočekávaný operátor / Chyba ve výrazu: Neočekávaný operátor / Chyba ve výrazu: Neočekávaný operátor / Chyba ve výrazu: Neočekávaný operátor / Chyba ve výrazu: Neočekávaný operátor / Chyba ve výrazu: Neočekávaný operátor / Chyba ve výrazu: Neočekávaný operátor / Chyba ve výrazu: Neočekávaný operátor / Chyba ve výrazu: Neočekávaný operátor / -1.0000-0 | 101644 Q26779258  |                                                                     | neuvedena |
| Duby u Stýskalu                               |                                  | Kunčice u Nechanic                                          | dub letní (6)                                                  | & Chyba ve výrazu: Neočekávaný operátor / Chyba ve výrazu: Neočekávaný operátor / Chyba ve výrazu: Neočekávaný operátor / Chyba ve výrazu: Neočekávaný operátor / Chyba ve výrazu: Neočekávaný operátor / Chyba ve výrazu: Neočekávaný operátor / Chyba ve výrazu: Neočekávaný operátor / Chyba ve výrazu: Neočekávaný operátor / Chyba ve výrazu: Neočekávaný operátor / Chyba ve výrazu: Neočekávaný operátor / Chyba ve výrazu: Neočekávaný operátor / Chyba ve výrazu: Neočekávaný operátor / Chyba ve výrazu: Neočekávaný operátor / Chyba ve výrazu: Neočekávaný operátor / Chyba ve výrazu: Neočekávaný operátor / -1.0000-0 | 101657 Q102228125 | Kategorie „Duby u Stýskalu“ na Wikimedia Commons                    | Na západním okraji lesa těsně u obce |
| Skupina 20 ks dubu letního                    |                                  | Kunčice u Nechanic                                          | dub letní (20)                                                 | & Chyba ve výrazu: Neočekávaný operátor / Chyba ve výrazu: Neočekávaný operátor / Chyba ve výrazu: Neočekávaný operátor / Chyba ve výrazu: Neočekávaný operátor / Chyba ve výrazu: Neočekávaný operátor / Chyba ve výrazu: Neočekávaný operátor / Chyba ve výrazu: Neočekávaný operátor / Chyba ve výrazu: Neočekávaný operátor / Chyba ve výrazu: Neočekávaný operátor / Chyba ve výrazu: Neočekávaný operátor / Chyba ve výrazu: Neočekávaný operátor / Chyba ve výrazu: Neočekávaný operátor / Chyba ve výrazu: Neočekávaný operátor / Chyba ve výrazu: Neočekávaný operátor / Chyba ve výrazu: Neočekávaný operátor / -1.0000-0 | 101658 Q11834614  | Kategorie „Duby u rybníka Žid“ na Wikimedia Commons                 | V lesním porostu, v oboře u zámku Hrádek u Nechanic |
| Dub letní                                     |                                  | Lovčice u Nového Bydžova                                    | dub letní                                                      | 560 | 101620 Q26787128  |                                                                     | Na okraji lesa zv. "Víno" |
| Dub letní                                     |                                  | Lubno u Nechanic                                            | dub letní                                                      | 445 | 101625 Q11832209  |                                                                     | Za obcí na okraji oboru |
| Dub letní u loděnice v Malšovicích            |                                  | Malšovice u Hradce Králové 50°12′34″ s. š., 15°51′54″ v. d. | dub letní                                                      | 400 | 105766 Q26790348  | Kategorie „Dub letní u loděnice v Malšovicích“ na Wikimedia Commons | V přírodním parku Orlice na louce u loděnic v severovýchodní části                                                                                                   |
| Dub u slepého ramene v Malšovicích            |                                  | Malšovice u Hradce Králové 50°12′35″ s. š., 15°52′5″ v. d.  | dub letní                                                      | 385 | 105765 Q26790347  | Kategorie „Dub u slepého ramene v Malšovicích“ na Wikimedia Commons | V přírodním parku Orlice na břehu slepého ramene v severovýchodní části u cesty z Malšovic podél Orlice do Malšovy Lhoty                                             |
| Lípa srdčitá †                                |                                  | Mlékosrby                                                   | lípa srdčitá                                                   | 450 | 105271            |                                                                     | V obci u hřbitova |
| Lípa srdčitá (2 ks)                           |                                  | Mžany 50°17′26″ s. š., 15°40′47″ v. d.                      | lípa srdčitá (2)                                               | & Chyba ve výrazu: Neočekávaný operátor / Chyba ve výrazu: Neočekávaný operátor / Chyba ve výrazu: Neočekávaný operátor / Chyba ve výrazu: Neočekávaný operátor / Chyba ve výrazu: Neočekávaný operátor / Chyba ve výrazu: Neočekávaný operátor / Chyba ve výrazu: Neočekávaný operátor / Chyba ve výrazu: Neočekávaný operátor / Chyba ve výrazu: Neočekávaný operátor / Chyba ve výrazu: Neočekávaný operátor / Chyba ve výrazu: Neočekávaný operátor / Chyba ve výrazu: Neočekávaný operátor / Chyba ve výrazu: Neočekávaný operátor / Chyba ve výrazu: Neočekávaný operátor / Chyba ve výrazu: Neočekávaný operátor / -1.0000-0 | 101687 Q12034728  |                                                                     | V obci u kapličky, torza |
| Dub letní                                     |                                  | Nepasice                                                    | dub letní                                                      | 420 | 101649 Q26787148  |                                                                     | V remízku u Orlice v přírodním parku Orlice, východně od Bělče nad Orlicí, severně od přírodní rezervace Na bahně                                                    |
| Dub letní                                     |                                  | Nové Město nad Cidlinou                                     | dub letní                                                      | 430 | 101674 Q26787159  |                                                                     | V lesním porostu Luhy, při cestě od hájovny ke dvoru Ostrov v jihozápadní části lesa                                                                                 |
| Dub letní                                     |                                  | Nové Město nad Cidlinou                                     | dub letní                                                      | 460 | 101675 Q26787160  |                                                                     | V lese "Luhy" u Mlékosrb při lesní silnici k hájovně, za mostem přes Bystřici.                                                                                       |
| Dub letní                                     |                                  | Nové Město nad Cidlinou                                     | dub letní                                                      | 600 | 101676 Q26787161  |                                                                     | Na okraji lesa "Luhy" u Mlékosrb na odbočce lesní silnice ze silnice Písek-Mlékosrby k hájovně                                                                       |
| Dub letní †                                   |                                  | Nové Město nad Cidlinou                                     | dub letní                                                      | 410 | 101660            |                                                                     | V jihozápadní části lesa zv. "Luhy", při cestě od hájovny ke dvoru Ostrov                                                                                            |
| Borovice lesní                                |                                  | Nový Hradec Králové                                         | borovice lesní                                                 | 227 | 101639 Q26787141  |                                                                     | V lesním porostu, odd. 246 C2, severně od lesní cesty Hradečnice; ekotyp orlické borovice                                                                            |
| Dub letní                                     |                                  | Nový Hradec Králové                                         | dub letní                                                      | 500 | 101653 Q26787152  |                                                                     | V remízku u horkovodu jižně od areálu fakultní nemocnice, mezi Labem a nemocnicí                                                                                     |
| Dub letní                                     | Dub letní                        | Nový Hradec Králové                                         | dub letní                                                      | 410 | 104962 Q26789574  |                                                                     | Za městem, v lokalitě U dubu, ve stromořadí ve volné krajině na levém břehu Labe                                                                                     |
| Dub letní †                                   |                                  | Nový Hradec Králové                                         | dub letní                                                      | 450 | 101615            |                                                                     | Na louce za zahrádkářskou osadou u Fakultní nemocnice |
| Dub u nemocnice †                             |                                  | Nový Hradec Králové                                         | dub letní                                                      | 410 | 101634 Q26787138  |                                                                     | Za areálem Fakultní nemocnice Hradec Králové směrem k Labi. Ochrana zrušena 24. června 2024.                                                                         |
| Lípa srdčitá †                                |                                  | Nový Hradec Králové                                         | lípa srdčitá                                                   | 690 | 105266            |                                                                     | V obci, na hřbitově u zámečku |
| Dub letní                                     |                                  | Plácky                                                      | dub letní                                                      | 470 | 101696 Q26787177  |                                                                     | V parku v Kydlínově |
| Lípa srdčitá                                  |                                  | Plácky                                                      | lípa srdčitá                                                   | 440 | 101697 Q26787179  |                                                                     | Na severním konci Kydlínovské ulice u čp. 32 |
| Topol v Pláckách †                            |                                  | Plácky                                                      | topol černý                                                    | 560 | 101654            |                                                                     | V zahrádkářské kolonii poblíž Labe |
| Lípa u Plotiště †                             |                                  | Plotiště nad Labem                                          | lípa srdčitá                                                   | 400 | 101643            |                                                                     | Za železničním přejezdem po pravé straně silnice HK Plotiště před domem u silnice                                                                                    |
| Alej do Ledců                                 |                                  | Polánky nad Dědinou                                         | dub letní (30)                                                 | & Chyba ve výrazu: Neočekávaný operátor / Chyba ve výrazu: Neočekávaný operátor / Chyba ve výrazu: Neočekávaný operátor / Chyba ve výrazu: Neočekávaný operátor / Chyba ve výrazu: Neočekávaný operátor / Chyba ve výrazu: Neočekávaný operátor / Chyba ve výrazu: Neočekávaný operátor / Chyba ve výrazu: Neočekávaný operátor / Chyba ve výrazu: Neočekávaný operátor / Chyba ve výrazu: Neočekávaný operátor / Chyba ve výrazu: Neočekávaný operátor / Chyba ve výrazu: Neočekávaný operátor / Chyba ve výrazu: Neočekávaný operátor / Chyba ve výrazu: Neočekávaný operátor / Chyba ve výrazu: Neočekávaný operátor / -1.0000-0 | 101652 Q26790875  |                                                                     | Podél pravé strany polní cesty z Polánek do Ledců; nově vyhlášeno bez 2 suchých stromů č. 11 a 16; stromy po levé straně cesty jsou již v okrese Rychnov nad Kněžnou |
| Lípa srdčitá                                  | Polánky nad Dědinou památná lípa | Polánky nad Dědinou                                         | lípa srdčitá                                                   | 600 | 101668 Q26787157  |                                                                     | V obci u silnice u čp. 11, v severním cípu obce |
| Popovický dub                                 | Popovický dub                    | Popovice u Nechanic                                         | dub letní                                                      | 780 | 101665 Q12046395  | Kategorie „Popovický dub“ na Wikimedia Commons                      | V západní části obce u starého roubeného mlýna; torzo |
| Dub letní                                     |                                  | Probluz 50°14′53″ s. š., 15°42′52″ v. d.                    | dub letní                                                      | 350 | 101662 Q26787154  | Kategorie „Dub v Probluzi“ na Wikimedia Commons                     | V severní části obce u čp.49 |
| Buk lesní                                     |                                  | Předměřice nad Labem                                        | buk lesní                                                      | 350 | 101689 Q26787171  |                                                                     | Ve starém parku v areálu mlýna Budín |
| Dub u Radíkovic                               |                                  | Radíkovice                                                  | dub letní                                                      | 500 | 101680 Q26787164  |                                                                     | Na okraji lesa vlevo od silnice z Radíkovic do Libčan. |
| Dub letní                                     |                                  | Radostov                                                    | dub letní                                                      | & Chyba ve výrazu: Neočekávaný operátor / Chyba ve výrazu: Neočekávaný operátor / Chyba ve výrazu: Neočekávaný operátor / Chyba ve výrazu: Neočekávaný operátor / Chyba ve výrazu: Neočekávaný operátor / Chyba ve výrazu: Neočekávaný operátor / Chyba ve výrazu: Neočekávaný operátor / Chyba ve výrazu: Neočekávaný operátor / Chyba ve výrazu: Neočekávaný operátor / Chyba ve výrazu: Neočekávaný operátor / Chyba ve výrazu: Neočekávaný operátor / Chyba ve výrazu: Neočekávaný operátor / Chyba ve výrazu: Neočekávaný operátor / Chyba ve výrazu: Neočekávaný operátor / Chyba ve výrazu: Neočekávaný operátor / -1.0000-0 | 101622 Q26787129  |                                                                     | V severní části katastru, v lesním porostu, nutno upřesnit |
| Sendražická lípa                              | Sendražická lípa                 | Sendražice u Smiřic 50°17′19″ s. š., 15°48′18″ v. d.        | lípa srdčitá                                                   | 530 | 101669 Q12051388  |                                                                     | Na konci obce poblíž křižovatky na Neděliště |
| Dub Labe                                      |                                  | Skalice u Smiřic                                            | dub letní                                                      | 340 | 101692 Q26787173  |                                                                     | Mezi levým břehem Labe a Malostranským potokem na okraji pole |
| Dub letní                                     |                                  | Skalice u Smiřic                                            | dub letní                                                      | 380 | 101628 Q26787133  |                                                                     | Na levém břehu Labe u starého ramene, jižně od Smiřic |
| Dub letní                                     |                                  | Skalice u Smiřic                                            | dub letní                                                      | 320 | 101690 Q26787172  |                                                                     | V poli na levém břehu Labe, cca 700 m severně od obce. |
| Dub Na Bahnech                                |                                  | Skalice u Smiřic                                            | dub letní                                                      | 405 | 101624 Q26787132  |                                                                     | V poli "Na bahnech", cca 800 m severně od obce |
| Pardědub                                      |                                  | Skalička nad Labem                                          | dub letní                                                      | 400 | 101691 Q12043821  |                                                                     | V příkré stráni na levém břehu Labe, cca 50 m pod ústím Malostranského potoka                                                                                        |
| Dub letní (Václava Vojtěcha)                  | Dub letní (Václava Vojtěcha)     | Skřivany                                                    | dub letní                                                      | 664 | 101666 Q11927285  | Kategorie „Vojtěchův dub“ na Wikimedia Commons                      | V zahradě myslivny při silnici ze Skřivan do Myštěvse. |
| Jasan ve Skřivanech                           |                                  | Skřivany                                                    | jasan ztepilý                                                  | 516 | 101701 Q26787182  |                                                                     | V zámeckém parku Ústavu sociálních služeb. |
| Dub na Slezském Předměstí                     |                                  | Slezské Předměstí 50°13′7″ s. š., 15°52′59″ v. d.           | dub letní                                                      | 530 | 101700 Q26787181  |                                                                     | V Kociánovicích, na dvoře u čp. 34 |
| Dub letní u závory                            |                                  | Smiřice                                                     | dub letní                                                      | 420 | 101629 Q26787134  |                                                                     | V poli u polní cesty k bývalé skládce ZD Smržov |
| Lípa srdčitá                                  | Smržov - památná lípa u křížku   | Smržov u Smiřic                                             | lípa srdčitá                                                   | 248 | 101618 Q26787126  |                                                                     | V centru obce u křížku |
| Lípy na křížové cestě †                       |                                  | Smržov u Smiřic                                             | lípa srdčitá (4)                                               | & Chyba ve výrazu: Neočekávaný operátor / Chyba ve výrazu: Neočekávaný operátor / Chyba ve výrazu: Neočekávaný operátor / Chyba ve výrazu: Neočekávaný operátor / Chyba ve výrazu: Neočekávaný operátor / Chyba ve výrazu: Neočekávaný operátor / Chyba ve výrazu: Neočekávaný operátor / Chyba ve výrazu: Neočekávaný operátor / Chyba ve výrazu: Neočekávaný operátor / Chyba ve výrazu: Neočekávaný operátor / Chyba ve výrazu: Neočekávaný operátor / Chyba ve výrazu: Neočekávaný operátor / Chyba ve výrazu: Neočekávaný operátor / Chyba ve výrazu: Neočekávaný operátor / Chyba ve výrazu: Neočekávaný operátor / -1.0000-0 | 101619            |                                                                     | U lesa za domem čp. 44, část bývalé aleje kolem Křížové cesty |
| Borovice u Nechanic †                         | Borovice lesní                   | Staré Nechanice                                             | borovice lesní                                                 | 263 | 101681 Q11232446  |                                                                     | Na křižovatce cesty od ZD s první asfaltovou cestou – v roce 2007 vyvrácena při vichřici                                                                             |
| Jasan u Starého Bydžova                       | Jasan ztepilý                    | Starý Bydžov                                                | jasan ztepilý                                                  | 636 | 101673 Q12024236  | Kategorie „Starobydžovský jasan“ na Wikimedia Commons               | Na okraji obce, po pravé straně silnice Nový Bydžov-Starý Bydžov |
| Lípa srdčitá †                                |                                  | Stěžery                                                     | lípa srdčitá                                                   | 400 | 105273            |                                                                     | V obci u čp. 6 |
| Lípa Tilia cordata x platyphyllos             |                                  | Stěžery 50°12′56″ s. š., 15°44′57″ v. d.                    | lípa malolistá                                                 | 317 | 105939 Q26790555  | Kategorie „Lípa ve Stěžerech “ na Wikimedia Commons                 | V parčíku před obecním úřadem |
| Střezetický dub †                             | Dub letní                        | Střezetice                                                  | dub letní                                                      | 470 | 101684 Q12057063  |                                                                     | V severní části obce u čp. 34 |
| Dub letní                                     | památný dub u Syrovátky          | Syrovátka (okres Hradec Králové)                            | dub letní                                                      | 445 | 101679 Q26787162  |                                                                     | V lesním porostu za cukrovarem |
| Dub ve Štěnkově                               |                                  | Štěnkov                                                     | dub letní (2)                                                  | 400 | 101648 Q26787147  |                                                                     | V přírodním parku Orlice v chatové kolonii v ohybu Orlice na JZ okraji u chaty E 110.                                                                                |
| Lípa srdčitá                                  | Trávník památná lípa             | Trávník u Osic                                              | lípa srdčitá                                                   | 300 | 101617 Q26787125  |                                                                     | V obci, na návsi proti rybníčku |
| Dub letní                                     | Spodní část stromu               | Třebechovice pod Orebem                                     | dub letní                                                      | 480 | 101694 Q26787175  |                                                                     | V ulici Vitouškova v lesním porostu u silnice z Týniště do Opočna.                                                                                                   |
| Buky lesní                                    |                                  | Třebeš                                                      | buk lesní červenolistý (3)                                     | & Chyba ve výrazu: Neočekávaný operátor / Chyba ve výrazu: Neočekávaný operátor / Chyba ve výrazu: Neočekávaný operátor / Chyba ve výrazu: Neočekávaný operátor / Chyba ve výrazu: Neočekávaný operátor / Chyba ve výrazu: Neočekávaný operátor / Chyba ve výrazu: Neočekávaný operátor / Chyba ve výrazu: Neočekávaný operátor / Chyba ve výrazu: Neočekávaný operátor / Chyba ve výrazu: Neočekávaný operátor / Chyba ve výrazu: Neočekávaný operátor / Chyba ve výrazu: Neočekávaný operátor / Chyba ve výrazu: Neočekávaný operátor / Chyba ve výrazu: Neočekávaný operátor / Chyba ve výrazu: Neočekávaný operátor / -1.0000-0 | 101616 Q26779254  |                                                                     | V zahradě pod silnicí vedoucí k hvězdárně na kopci sv. Jana; obvod kmenů 211 cm, 264 cm, 273 cm                                                                      |
| Lípa na kopci Svatého Jana v Hradci Králové † |                                  | Třebeš 50°10′43″ s. š., 15°50′38″ v. d.                     | lípa srdčitá                                                   | 398 | 105764 Q26790346  |                                                                     | Ve stromořadí na severní straně Husovy ulice na okraji louky v Novém Hradci Králové. Ochrana zrušena 26. října 2020.                                                 |
| Duby v Třesovicích                            | Duby v Třesovicích               | Třesovice                                                   | dub letní                                                      | & Chyba ve výrazu: Neočekávaný operátor / Chyba ve výrazu: Neočekávaný operátor / Chyba ve výrazu: Neočekávaný operátor / Chyba ve výrazu: Neočekávaný operátor / Chyba ve výrazu: Neočekávaný operátor / Chyba ve výrazu: Neočekávaný operátor / Chyba ve výrazu: Neočekávaný operátor / Chyba ve výrazu: Neočekávaný operátor / Chyba ve výrazu: Neočekávaný operátor / Chyba ve výrazu: Neočekávaný operátor / Chyba ve výrazu: Neočekávaný operátor / Chyba ve výrazu: Neočekávaný operátor / Chyba ve výrazu: Neočekávaný operátor / Chyba ve výrazu: Neočekávaný operátor / Chyba ve výrazu: Neočekávaný operátor / -1.0000-0 | 105417 Q11834641  |                                                                     | neuvedena |
| Duby v Třesovicích †                          | Duby v Třesovicích               | Třesovice                                                   | dub letní                                                      | 367 | 101685            |                                                                     | V severozápadní části obce u čp. 24 |
| Dub letní                                     |                                  | Věkoše                                                      | dub letní                                                      | 510 | 101642 Q26787144  |                                                                     | U Labe naproti Kydlínovu |
| Dub letní                                     |                                  | Věkoše                                                      | dub letní                                                      | 450 | 101698 Q26787180  |                                                                     | Na okraji pole u starého ramene Labe, u dvora Správčice. |
| Jilm vaz †                                    |                                  | Věkoše                                                      | jilm vaz                                                       | 700 | 101699            |                                                                     | U starého ramene Labe u dvora Správčice |
| Lípa srdčitá †                                |                                  | Všestary                                                    | lípa srdčitá                                                   | 420 | 105274            |                                                                     | V obci u čp. 22 |
| Skrbkova hrušeň                               |                                  | Vysoká nad Labem                                            | hrušeň obecná                                                  | 290 | 106266 Q73601880  | Kategorie „Skrbkova hrušeň“ na Wikimedia Commons                    | Hrušeň stojí na zahradě u plotu domu č.p. 183 u cesty s naučnou stezkou Milíř, vedoucí na rozhlednu Milíř.                                                           |
| Výravský dub †                                |                                  | Výrava                                                      | dub letní                                                      | 420 | 104456            |                                                                     | V obci, v zahradě u čp. 16 |